# Timothé Rupil
Timothé Rupil (Lussemburgo, 12 giugno 2003) è un calciatore lussemburghese, centrocampista dello Schalke 04 II e della nazionale lussemburghese.

## Carriera

### Club
Ha iniziato a giocare a calcio con l'ES Clemency, prima di passare al Käerjeng 97 nel 2015. Nel mercato estivo del 2019 è stato acquistato dal Magonza, che lo ha aggregato alla propria formazione Under-17, prima di venir promosso al Magonza II nel 2021.

### Nazionale
Ha giocato nelle nazionali giovanili lussemburghesi Under-17 ed Under-21.
Il 7 ottobre 2020 ha debuttato con la nazionale lussemburghese subentrando nel secondo tempo dell'amichevole persa 2-1 contro il Liechtenstein.

## Statistiche

### Cronologia presenze e reti in nazionale
| Cronologia completa delle presenze e delle reti in nazionale ― Lussemburgo | Cronologia completa delle presenze e delle reti in nazionale ― Lussemburgo | Cronologia completa delle presenze e delle reti in nazionale ― Lussemburgo | Cronologia completa delle presenze e delle reti in nazionale ― Lussemburgo | Cronologia completa delle presenze e delle reti in nazionale ― Lussemburgo | Cronologia completa delle presenze e delle reti in nazionale ― Lussemburgo | Cronologia completa delle presenze e delle reti in nazionale ― Lussemburgo | Cronologia completa delle presenze e delle reti in nazionale ― Lussemburgo |
| Data                                                                       | Città                                                                      | In casa                                                                    | Risultato                                                                  | Ospiti                                                                     | Competizione                                                               | Reti                                                                       | Note                                                                       |
| -------------------------------------------------------------------------- | -------------------------------------------------------------------------- | -------------------------------------------------------------------------- | -------------------------------------------------------------------------- | -------------------------------------------------------------------------- | -------------------------------------------------------------------------- | -------------------------------------------------------------------------- | -------------------------------------------------------------------------- |
| 7-10-2020                                                                  | Lussemburgo                                                                | Lussemburgo                                                                | 1 – 2                                                                      | Liechtenstein                                                              | Amichevole                                                                 | -                                                                          | 46’                                                                        |
| 7-9-2021                                                                   | Lussemburgo                                                                | Lussemburgo                                                                | 1 – 1                                                                      | Qatar                                                                      | Amichevole                                                                 | -                                                                          | 46’                                                                        |
| 22-9-2022                                                                  | Istanbul                                                                   | Turchia                                                                    | 3 – 3                                                                      | Lussemburgo                                                                | UEFA Nations League 2022-2023 - 1º turno                                   | -                                                                          | 75’                                                                        |
| 25-9-2022                                                                  | Lussemburgo                                                                | Lussemburgo                                                                | 1 – 0                                                                      | Lituania                                                                   | UEFA Nations League 2022-2023 - 1º turno                                   | -                                                                          | 90’                                                                        |
| 17-11-2022                                                                 | Lussemburgo                                                                | Lussemburgo                                                                | 2 – 2                                                                      | Ungheria                                                                   | Amichevole                                                                 | -                                                                          | 90+2’                                                                      |
| 20-11-2022                                                                 | Lussemburgo                                                                | Lussemburgo                                                                | 0 – 0                                                                      | Bulgaria                                                                   | Amichevole                                                                 | -                                                                          | 59’                                                                        |
| 23-3-2023                                                                  | Trnava                                                                     | Slovacchia                                                                 | 0 – 0                                                                      | Lussemburgo                                                                | Qual. Euro 2024                                                            | -                                                                          | 84’                                                                        |
| 9-6-2023                                                                   | Lussemburgo                                                                | Lussemburgo                                                                | 0 – 1                                                                      | Malta                                                                      | Amichevole                                                                 | -                                                                          | 43’ 65’                                                                    |
| 17-6-2023                                                                  | Lussemburgo                                                                | Lussemburgo                                                                | 2 – 0                                                                      | Liechtenstein                                                              | Qual. Euro 2024                                                            | -                                                                          | 90’                                                                        |
| 11-9-2023                                                                  | Faro                                                                       | Portogallo                                                                 | 9 – 0                                                                      | Lussemburgo                                                                | Qual. Euro 2024                                                            | -                                                                          | 46’                                                                        |
| 8-9-2024                                                                   | Lussemburgo                                                                | Lussemburgo                                                                | 0 – 1                                                                      | Bielorussia                                                                | UEFA Nations League 2024-2025 - 1º turno                                   | -                                                                          | 84’                                                                        |
| 15-11-2024                                                                 | Lussemburgo                                                                | Lussemburgo                                                                | 0 – 1                                                                      | Bulgaria                                                                   | UEFA Nations League 2024-2025 - 1º turno                                   | -                                                                          | 78’                                                                        |
| Totale                                                                     |                                                                            | Presenze                                                                   | 12                                                                         |                                                                            | Reti                                                                       | 0                                                                          |                                                                            |